# Lamoriello Trophy
Die Lamoriello Trophy wird jährlich an den Gewinner der männlichen Meisterschaft der Hockey East vergeben. Der Name der Trophäe wurde am 7. März 1988 ausgewählt und wurde nach dem ersten Commissioner der Hockey East, Lou Lamoriello, benannt. 1998 entschloss Hockey East, die Trophäe ab 1999 zu vergeben und gab den Pokal in Auftrag. 1999 wurde der Pokal erstmals überreicht, als die Boston College Eagles die Meisterschaft gewannen.

## Gewinner
| Siege | Team              |
| ----- | ----------------- |
| 10    | Boston College    |
| 9     | Boston University |
| 5     | Maine             |
| 3     | UMass Lowell      |
| 3     | Northeastern      |
| 2     | Massachusetts     |
| 2     | New Hampshire     |
| 1     | Providence        |

Legende: † – Späterer Sieger der NCAA Division I Meisterschaft
| Jahr | Sieger                                        | # Sieg                                        |
| ---- | --------------------------------------------- | --------------------------------------------- |
| 1988 | Northeastern                                  | 1                                             |
| 1989 | Maine                                         | 1                                             |
| 1990 | Boston College                                | 1                                             |
| 1991 | Boston University                             | 1                                             |
| 1992 | Maine                                         | 2                                             |
| 1993 | Maine†                                        | 3                                             |
| 1994 | Boston University                             | 2                                             |
| 1995 | Boston University†                            | 3                                             |
| 1996 | Providence                                    | 1                                             |
| 1997 | Boston University                             | 4                                             |
| 1998 | Boston College                                | 2                                             |
| 1999 | Boston College                                | 3                                             |
| 2000 | Maine                                         | 4                                             |
| 2001 | Boston College†                               | 4                                             |
| 2002 | New Hampshire                                 | 1                                             |
| 2003 | New Hampshire                                 | 2                                             |
| 2004 | Maine                                         | 5                                             |
| 2005 | Boston College                                | 5                                             |
| 2006 | Boston University                             | 5                                             |
| 2007 | Boston College                                | 6                                             |
| 2008 | Boston College†                               | 7                                             |
| 2009 | Boston University†                            | 6                                             |
| 2010 | Boston College†                               | 8                                             |
| 2011 | Boston College                                | 9                                             |
| 2012 | Boston College†                               | 10                                            |
| 2013 | UMass Lowell                                  | 1                                             |
| 2014 | UMass Lowell                                  | 2                                             |
| 2015 | Boston University                             | 7                                             |
| 2016 | Northeastern                                  | 2                                             |
| 2017 | UMass Lowell                                  | 3                                             |
| 2018 | Boston University                             | 8                                             |
| 2019 | Northeastern                                  | 3                                             |
| 2020 | Nicht vergeben aufgrund der COVID-19-Pandemie | Nicht vergeben aufgrund der COVID-19-Pandemie |
| 2021 | Massachusetts†                                | 1                                             |
| 2022 | Massachusetts                                 | 2                                             |
| 2023 | Boston University                             | 9                                             |